# Fernando Álvarez de Toledo y Pimentel
Fernando Álvarez de Toledo y Pimentel, por vezes referido como Ferdinandus Toletanus Dux Albanus, (Piedrahíta, 29 de outubro de 1507 — Lisboa, 11 de dezembro de 1582), chamado o Grão Duque de Alba, foi um militar e político castelhano que se notabilizou nas campanhas de Navarra, dos Países Baixos (de que foi governador), de Itália e de Portugal, primeiro ao serviço do imperador Carlos V e depois de Filipe II de Espanha. Venceu as tropas portuguesas na Batalha de Alcântara, pondo fim efectivo às pretensões de realeza de D. António, Prior do Crato, e entregando a coroa portuguesa a Filipe II. Em sinal de reconhecimento, foi nomeado 12.º Condestável de Portugal.

## Biografia
Fernando Álvarez de Toledo nasceu em Piedrahíta, província de Ávila, a 29 de Outubro de 1507. Era filho de García Álvarez de Toledo y Zuñiga e de Beatriz Pimentel, e neto de Fadrique Álvarez de Toledo y Enríquez, segundo duque de Alba.
Seguindo a linha de sucessão, seu pai, García, teria sido o terceiro duque, mas faleceu durante uma campanha em África no ano de 1510 (quando Fernando tinha apenas 3 anos de idade). Assim, quando o seu avô faleceu em 1531, o título ducal passou directamente a Fernando, como varão primogénito do falecido García.
Casou com a sua prima Maria Enríquez, filha de Diego Enríquez de Guzmán, conde de Alba de Liste, com a qual teve quatro filhos e uma filha.

### As primeiras campanhas
Educado com o avô, desde criança manteve contacto constante com a vida militar: com apenas 6 anos de idade acompanhou o avô na expedição que tomou Navarra. A companhia do avô, e o constante convívio com militares e políticos, deram-lhe uma forte inclinação para a ciência militar e para a política, tendo desde muito cedo manifestado grande talento e visão estratégica.
Em 1524, quando contava apenas 17 anos, juntou-se, sem permissão familiar, às tropas do Condestável de Castela Íñigo de Velasco na expedição que sitiou e conquistou a fortaleza de Fuenterrabía, ocupada por franceses e navarros. Destacou-se de tal forma no combate que, apesar da sua pouca idade, foi nomeado governador de Fuenterrabía. No ano seguinte (1525), participou na batalha de Pavia, onde novamente se distinguiu.
Sendo já duque de Alba, acudiu em 1532 à chamada do imperador Carlos V, partindo para Viena, acompanhado pelo seu amigo Garcilaso de la Vega, para participar na defesa daquela cidade contra o ataque otomano. Não foi então preciso entrar em combate, pois à vista do formidável exército imperial de mais de 200 000 homens, os turcos levantaram o cerco e abandonaram o assédio à cidade.
Mantendo-se ao serviço do imperador nas suas campanhas contra os Otomanos, nos princípios de Junho de 1535 embarcou em Cagliari, integrado na expedição militar comandado pelo Marquês de Vasto que atacou os interesses otomanos na actual Tunísia, onde então se situavam as principais bases operacionais dos piratas da Barbária.
A 14 de julho a expedição tomou a fortaleza de Goleta e uma semana depois a própria cidade de Tunis, então defendida pelo célebre pirata Barba Ruiva.
De regresso à margem europeia do Mediterrâneo, participou na defesa de Perpignan contra as forças francesas do delfim.

### A luta contra os protestantes

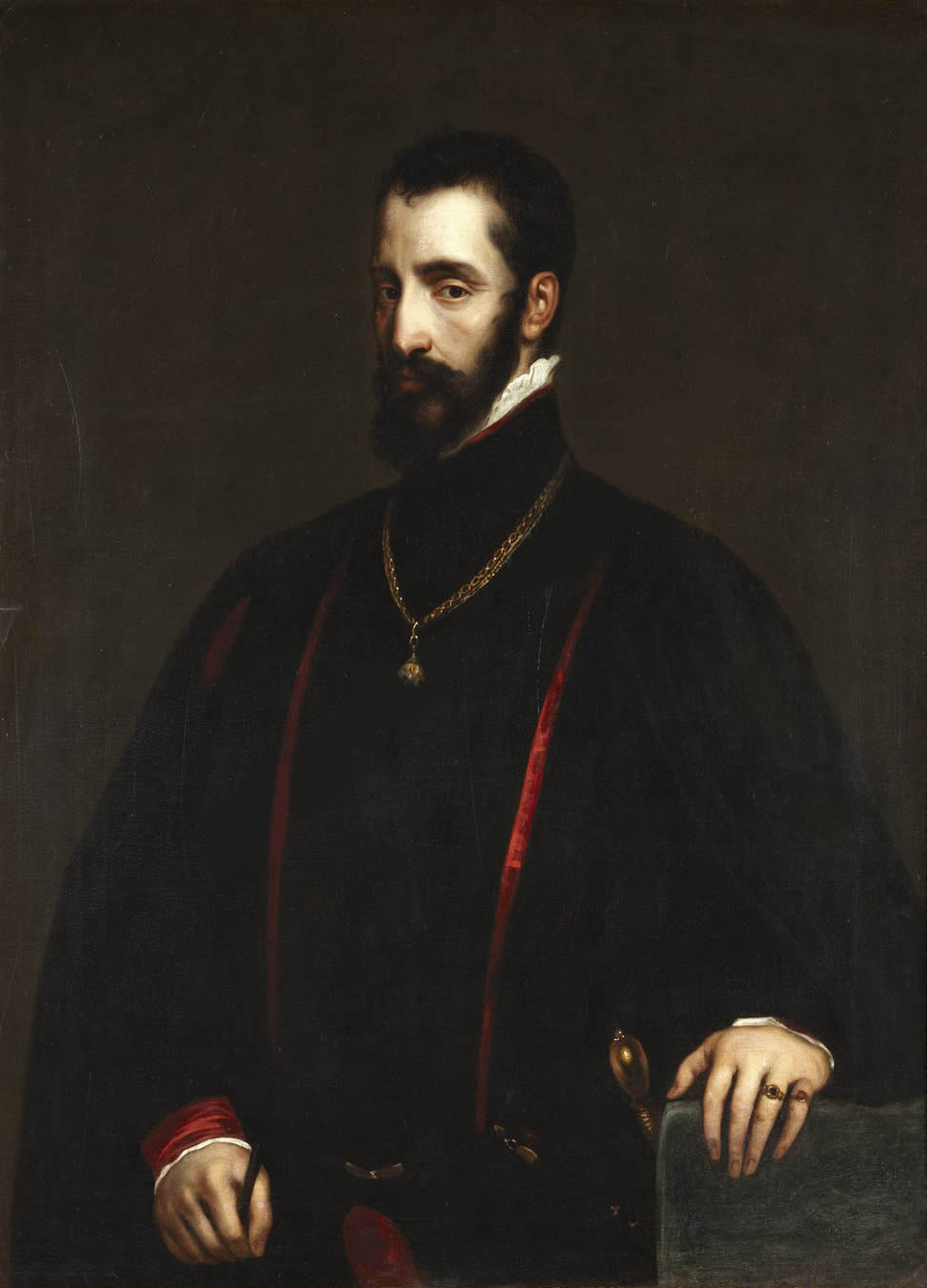
Fernando Álvarez de Toledo y Pimentel por Rubens, 1628

Em 1547 incorporou-se nas forças imperiais que lutavam contra os protestantes da Liga de Esmalcalda (Schmalkaldischer Bund). Nessas forças, o duque de Alba foi encarregue do comando dos terços espanhóis que participaram vitoriosamente na batalha de Mühlberg, nas margens do rio Elba.
Naquela batalha o duque de Alba distinguiu-se, já que o corpo de arcabuzeiros espanhóis desempenhou um papel de relevo na acção, sendo-lhe atribuído papel determinante na vitória das forças imperiais contra as forças do príncipe-eleitor João Frederico I, Eleitor da Saxônia, o Magnânimo (Johann Friedrich I der Grossmütige), o campeão da Reforma e grande protector da Igreja Luterana alemã.
Tomou parte no subsequente cerco a Wittenberg, então defendida pela princesa Sybilla de Cleves (1512-1554), a esposa de Johann Friederich.
Coube ao duque de Alba presidir ao tribunal que julgou e condenou à morte o príncipe-eleitor da Saxónia. Em troca da conversão da pena de morte em prisão perpétua, forçou-o a assinar a capitulação de Wittenberg em 1547, pela qual ele foi compelido a ceder o seu estatuto de grande eleitor e a entregar grande parte do território da Saxónia ao seu primo Maurício da Saxónia.

### As campanhas de França e do Piemonte
Em 1552 o duque de Alba foi nomeado comandante do exército que invadiu o nordeste da França, tendo mantido, durante meses, um cerco sem sucesso à cidade de Metz.
Face ao sucesso das forças francesas no Piemonte, foi-lhe entregue o lugar de comandante-em-chefe das forças imperiais na Itália, sendo investido de poderes ilimitados para resolver o conflito. Não conseguiu o sucesso esperado, sendo obrigado depois de vários meses de campanha inconclusiva a retirar-se para lugares seguros onde as suas forças pudessem invernar.

### O casamento de Filipe II
O primeiro serviço pessoal que prestou a Filipe II foi acompanhá-lo a Inglaterra por altura do de seu casamento com Maria Tudor. O duque de Alba foi um dos 15 grandes de Espanha que assistiu à cerimónia na abadia de Winchester no dia 25 de Julho de 1554.
Esta distinção guindou o duque para o primeiro plano da vida política castelhana, incluindo-o nos círculos mais próximos ao monarca.

### As campanhas de Itália
No ano seguinte reacendeu-se em Itália o conflito entre a França e a Espanha. O duque de Alba foi então enviado como capitão-general, governador de Milão (1555) e vice-rei de Nápoles (1556). O recém-eleito papa Paulo IV, inimigo visceral dos Habsburgos, incita Henrique II de França a expulsar os espanhóis de Itália. Com esse objectivo, une as suas próprias tropas às francesas e em Julho de 1556 declara Felipe II destituído do seu título de rei de Nápoles.
Perante tamanha provocação, o duque, que entretanto tinha conseguido a pacificação da Campânia, não esperou mais e marchou sobre Roma à frente de 12 000 soldados. Perante tal ameaça o papa pediu uma trégua parlamentada, tempo que aproveitou para que um exército francês, comandado por Francisco, Duque de Guise, entrasse pelo norte de Itália e marchasse até Nápoles.
Quando o duque de Guisa foi obrigado a retirar-se para França, face ao descalabro sofrido na batalha de Saint-Quentin (na Picardia, França), as forças papais foram esmagadas pelos espanhóis e o duque de Alba entrou vitorioso em Roma no mês de Setembro de 1557. O papa foi obrigado a pedir a paz, que lhe foi concedida por intervenção directa de Filipe II.

### A paz de Cateau-Cambrésis
Na sequência da paz de Cateau-Cambrésis, em 1559 o duque de Alba foi enviado a Paris à frente de uma embaixada esplendorosa para participar nos esponsais de Filipe II com a princesa Elisabete, filha de Henrique II de França. Na cerimónia de casamento por procuração, coube ao duque de Alba representar Filipe II, o que demonstra bem o estatuto que entretanto adquirira.

### O governo dos Países Baixos

Fernando Álvarez de Toledo

Em 1566 recrudesceram as tensões sociais nos Países Baixos sob domínio da casa de Habsburgo, as quais assumiam já em algumas cidades foros de insurreição. Para além do descontentamento derivado de problemas fiscais, o crescimento do movimento de reforma religiosa associado ao protestantismo calvinista, em cada vez mais extremado confronto com a ortodoxia católica, punha em causa o domínio do rei de Espanha sobre aqueles territórios.
Face à necessidade de uma intervenção militar, Felipe II enviou o duque de Alba (conhecido nos Países Baixos por duque de Alva) como governador, ao comando de um poderoso exército multinacional de 9 000 homens. Trazia alçada que lhe dava poderes ilimitados para esmagar a rebelião.
O duque chegou a Bruxelas a 22 de Agosto de 1567 e poucos dias depois, a 5 de Setembro, estabelecia o Tribunal dos Tumultos (popularmente conhecido como o Tribunal do Sangue) para julgar os responsáveis pelos distúrbios do ano anterior. Aquele tribunal actuou com extraordinário rigor e foram muitos os justiçados dentre os quais o Conde Lamoral de Egmont, general católico ao serviço de Felipe II que tinha comandado a cavalaria que venceu as forças francesa na batalha de Saint-Quentin. Também foi executado o popular e poderoso Philip de Montmorency, o católico conde de Horne, pequena localidade na actual província de Limburgo.
Por outro lado, a manutenção das tropas castelhanas nos Países Baixos acarretava avultados custos económicos que forçaram o duque a impor novos tributos. Algumas cidades, entre elas Utrecht e outras de maioria católica, negaram-se a pagar o novo dízimo (apelidado pelos flamengos a alcabala (alcavala) castelhana) e declararam-se em rebeldia.
Esta situação propiciou a intervenção externa, com Guilherme de Nassau, príncipe de Orange, com a ajuda dos huguenotes franceses, a pôr-se ao lado dos insurgentes.
Um número crescente de exilados abandonou os Países Baixos, fugindo à violência e opressão que ali se vivia. Este exilados, que se chamavam a si próprios geuzen (em francês gueux, pedintes), engrossaram no exterior a resistência às medidas do duque de Alba.
Entre outras tentativas de expulsar as forças do duque, os exilados organizaram uma frota de corsários que, para além de provocar graves problemas ao abastecimento das tropas capturando os navios castelhanos, atacava as cidades costeiras, chegando mesmo a capturar a cidade de Brielle.
A armada preparada pelos exilados, com a ajuda das potências inimigas de Espanha, derrotou a armada espanhola num reencontro travado no Mar do Norte e libertou as províncias da Holanda e de Mons. Os Estados Gerais flamengos, reunidos em Dordrecht, declararam-se abertamente contra o governo de Albae juntaram-se ao príncipe de Orange contra as forças castelhanas.
Demonstrando grande resolução, o duque de Alba conseguiu recapturar Mons, Mechelen e Zutphen, enviando tropas sob o comando do seu filho Fadrique Álvarez de Toledo, o futuro 4º duque de Alba.
Com a excepção das províncias de Zelândia e Holanda, ele conseguiu recapturar todo o território rebelde. Após uma árdua campanha, as forças do duque de Alba, novamente sob o comando do seu filho, conseguiram conquistar a cidade de Naarden, cuja população massacraram e puseram cerco a Haarlem, que foi tomada e pilhada depois de um longo e obstinado cerco.
Após estas vitórias, as forças do duque de Alba acabaram por montar cerco à cidade de Alkmaar, mas encontraram uma resistência tão desesperada que foram obrigadas a se retirar.
Apesar das vitórias, a revolta cresceu e as ações militares foram constantes, já que a situação política se degradou rapidamente. Perante este fracasso, e os crescentes problemas de saúde do duque, em Dezembro de 1573 Felipe II exonerou-o do cargo e ordenou o seu retorno a Espanha. Foi substituído por Luis de Requesens y Zúñiga.
Durante os 6 anos do seu governo, pelo menos 18 000 pessoas foram condenadas à morte e executadas. Com a sua crueldade, o duque de Alba contribuiu poderosamente para o desejo de independência dos povos dos Países Baixos.
A dureza das posições assumidas no governo dos Países Baixos, e a sua intolerância religiosa, levaram a que os protestantes neerlandeses e franceses o apelidassem de Duque de Ferro. As atrocidades que cometeu, ampliadas no folclore e na tradição popular local, contribuíram em muito para a criação da lenda negra da brutalidade e sectarismo espanhóis que ainda hoje perdura na Europa.

### Escândalo e condenação ao exílio
O seu filho primogénito e herdeiro, Fadrique, prometeu casamento a Magdalena de Guzmán, mas não cumpriu. Essa quebra de promessa custou-lhe a condenação a encarceramento no castelo da Mota, em Medina del Campo (Valladolid), em 1566.
A pedido do pai, foi libertado no ano seguinte para que se pudesse incorporar no exército que partia para a Flandres. Em violação das condições da sua libertação, em 1571, Fadrique, com o apoio de seu pai, casou-se secretamente com María de Toledo, filha de García de Toledo, marquês de Villafranca e vice-rei da Sicília, primo do duque de Alba.
Quando, em 1574, o duque e o seu filho regressam a Madrid, o casamento foi revelado, tendo o rei ordenado a abertura de um processo, que se concluiu em 1579. Desse processo resultou a condenação de Fadrique, que foi novamente confinado no castelo da Mota, tendo o próprio duque de Alba recebido ordem de desterro para fora da corte e exílio em Uceda.

### A reabilitação e a campanha de Portugal

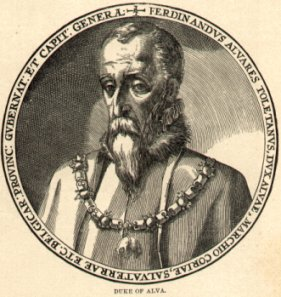
Vinheta mostrando o 3.º duque de Alba já em idade avançada.

O duque de Alba foi reabilitado em 1580, quando Felipe II, que pretendia o trono de Portugal, vago desde a morte do seu tio, o cardeal-rei D. Henrique, precisou dos seus serviços. Morto D. Henrique sem descendência, desencadeou-se a crise de sucessão de 1580, aparecendo Filipe II de Espanha como o pretendente ao trono preferido da nobreza portuguesa. Contudo, o povo, e alguns nobres e clérigos, apoiava D. António, o Prior do Crato, que se levantou por rei em Santarém e foi formalmente aclamado e coroado em Lisboa a 24 de Julho de 1580. Neste contexto os serviços do duque eram necessários para neutralizar militarmente as forças afectas a D. António.
O experiente duque de Alba entrou em Portugal em Julho de 1580 e rapidamente destroçou o exército português comandado por D. Diogo de Meneses, que mandou degolar. Caindo sobre Lisboa, enfrentou as últimas forças antoninas na batalha de Alcântara, que venceu sem dificuldade.
Estava assim aberto o caminho para a entrada triunfante de Filipe II de Espanha (agora também Filipe I de Portugal) no seu novo reino. Em sinal de reconhecimento, o rei deu-lhe o título de Condestável de Portugal.

### Morte
O 3.º duque de Alba morreu em Lisboa, em 11 de Dezembro de 1582. Os seus restos mortais foram trasladados primeiro para Alba de Tormes, onde foi enterrado no convento de San Leonardo, e mais tarde para Salamanca, onde se encontra sepultado no convento de San Esteban. Foi sucedido por seu filho, Fadrique Álvarez de Toledo y Enriquez de Guzmán